# Sonnette (rivière)
Pour les articles homonymes, voir Sonnette.
La Sonnette est une rivière du sud-ouest de la France et un affluent du Son-Sonnette, donc un sous-affluent de la Charente. Elle arrose le département de la Charente (région Nouvelle-Aquitaine).

## Géographie
Elle prend sa source sur la commune de Saint-Laurent-de-Céris et coule vers l'ouest. Elle rejoint le Son à Ventouse pour former le Son-Sonnette. Sa longueur de cours d'eau est de 22,3 km,.

## Affluent
Elle a un seul affluent contributeur:
- Le ruisseau de la Combe, de 1,9 km, traversant les deux communes de Saint-Claud et Saint-Laurent-de-Céris dans le canton de Saint-Claud[3].

## Aménagements
La Sonnette et le Son-Sonnette, comme d'autres affluents de la Charente, ont subi d'importants assecs et sont soumis à un plan de gestion de l'eau et suivis en tant que « bassin du Son-Sonnette ».

## Communes et Cantons traversés
7 communes traversées:
Beaulieu-sur-Sonnette, Cellefrouin, Le Grand-Madieu, Parzac, Saint-Claud, Saint-Laurent-de-Céris et Ventouse.
Soit en termes de cantons, la Sonnette prend sa source dans le canton de Saint-Claud et conflue dans le canton de Mansle.